# Sony PVM-4300

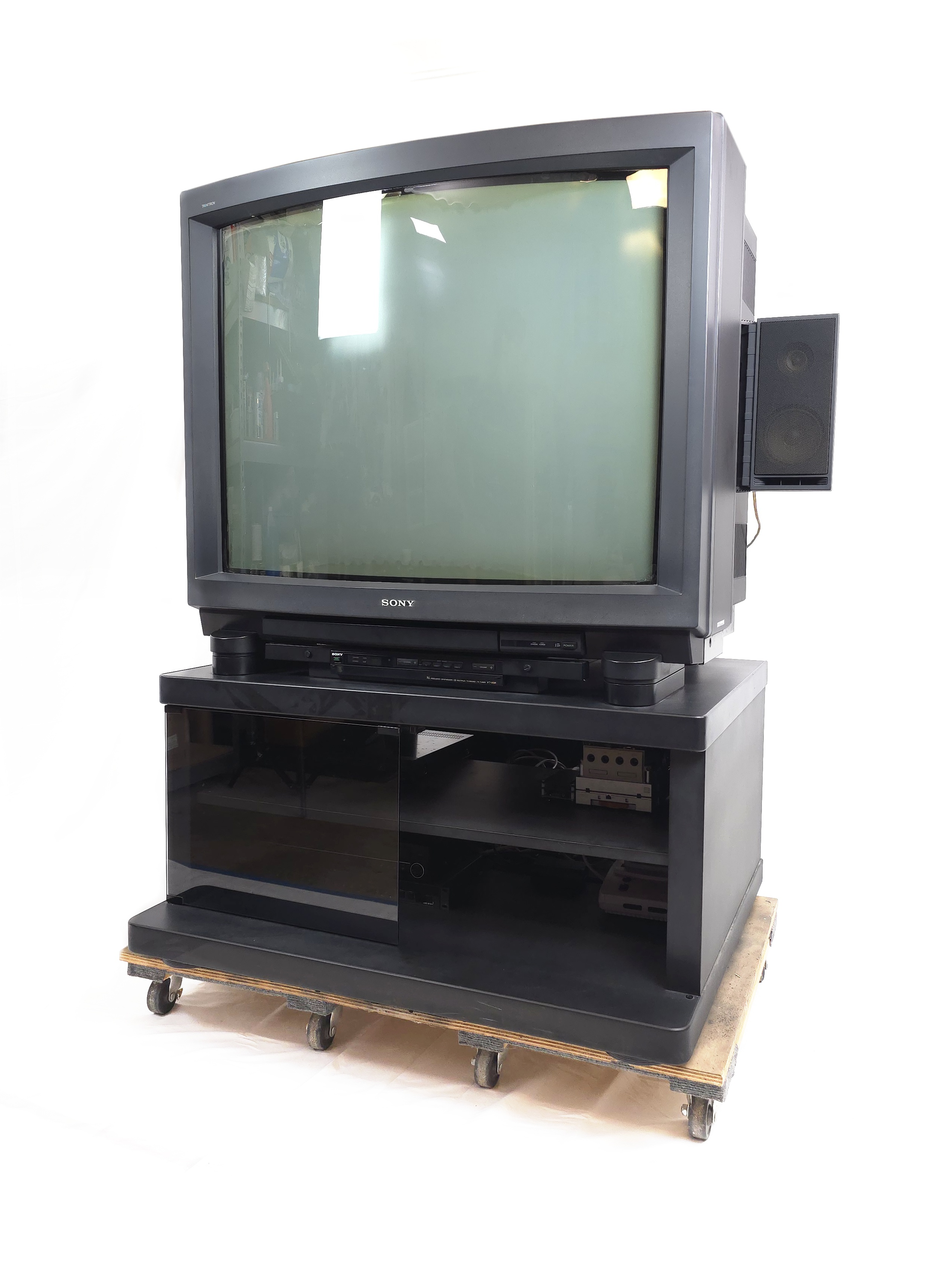
Egy KX-45ED1T a külön értékesített SU-45ED állványán

A Sony PVM-4300, más típusjelöléssel KX-45ED1 egy katódsugárcsöves videómonitor, melyet 1989-ben hozott forgalomba a Sony a Trinitron termékcsalád tagjaként. A PVM-4300 minden idők legnagyobb CRT-képcsövével rendelkezik, 43 hüvelykes képátlóval és mintegy 200 kilogrammos tömeggel. A kijelző fejlesztése 1987 szeptemberében fejeződött be, Japánban 1989 áprilisában, míg az Amerikai Egyesült Államokban 1990-ben került kereskedelmi forgalomba. Japánban KX-45ED1T típusjelöléssel egy beépített TV-tunerrel rendelkező modellt is forgalmaztak.
Mivel a kijelző kereskedelmi forgalomba kerüléséről a megjelenés után egyre kevesebb bizonyíték került elő, a 2020-as évekre egyetlen fennmaradt példányról sem lehetett tudni, ezért a kijelző elhíresült a CRT-rajongók körében. 2024 decemberében egy amerikai hardvermodder megmentett egy KX-45ED1T készüléket Japánból, feltehetően a típus egyik utolsó fennmaradt példányát.

## Történet

### Fejlesztés
Az 1980-as évek végén a Sony megkezdte egy 43 hüvelykes képcső fejlesztését, amely 1987 szeptemberében készült el. A PVM-4300-at a japán Digic magazin egyik 1988-as számában, valamint amerikai technológiai témájú kiadványokban mutatták be, hivatalos megjelenési dátum nélkül.

### Megjelenés és értékesítés
A PVM-4300-at a Sony először Japánban, 1989 áprilisában jelentette meg, 2,6 millió jenes bevezető áron. 1990 januárjában körülbelül 20 példányt importáltak az Amerikai Egyesült Államokba, ahol 39 999,99 amerikai dolláros bevezető áron kerültek forgalomba. A Sony a készülék leírása szerint a „videofil és elit-fogyasztói piacot” célozta meg a kijelzővel.
Jim Palumbo, a Sony Consumer Display Products Company elnöke 1990 márciusában arról számolt be a Chicago Tribune napilapnak, hogy „legalább négy vagy öt” PVM-4300-készüléket adtak el az Egyesült Államokban, azonban egy hónappal később a Sun Sentinelnek már azt nyilatkozta, hogy mindössze három PVM-4300-at adtak el.

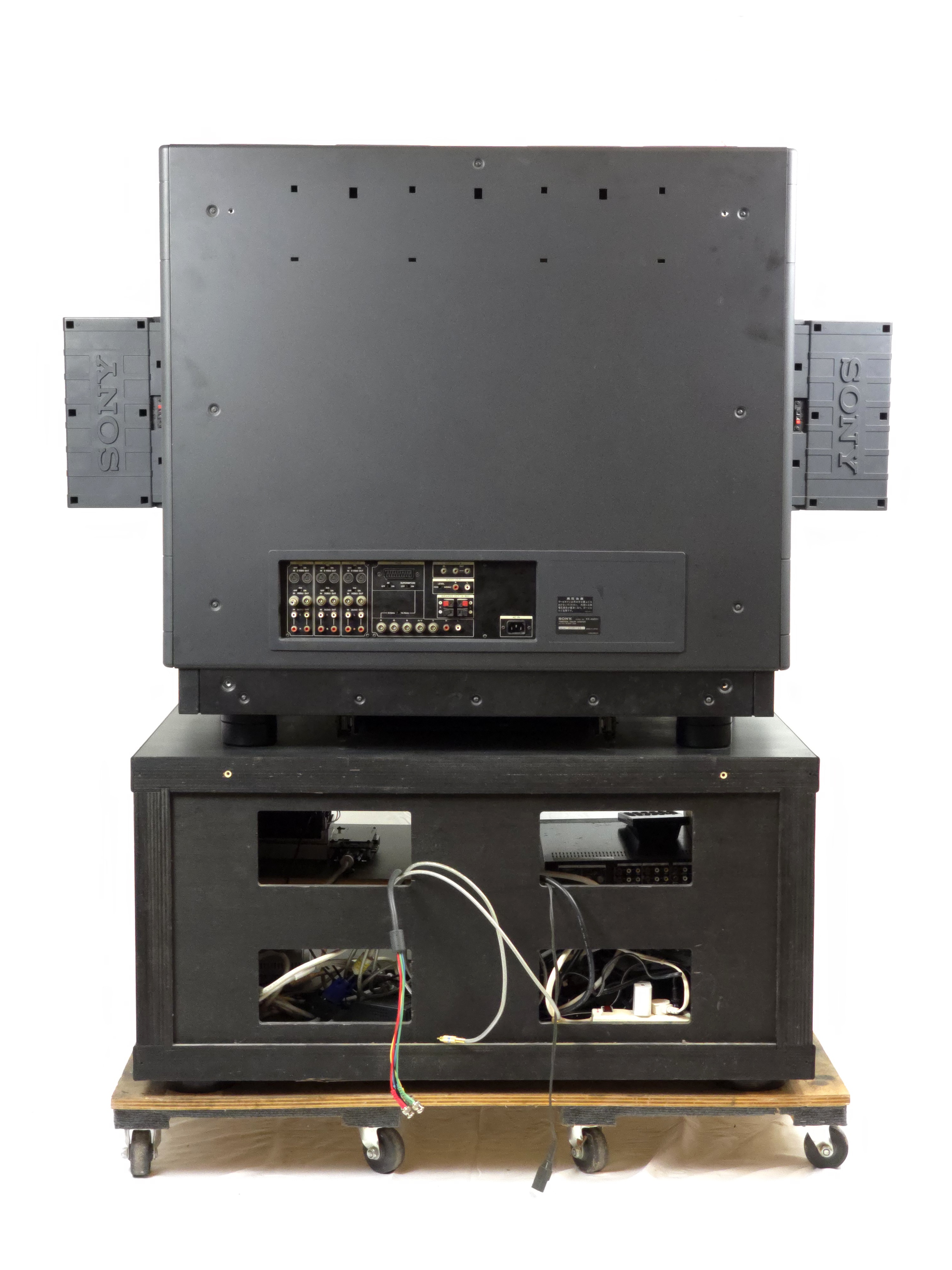
A készülék hátulnézete

### Obskuritás
Az 1980-as évek végi megjelenését követően egyre kevesebb fényképes és dokumentációs bizonyíték került elő a monitorról, ami a korlátozott megjelenése mellett legendás státusra emelte a kijelzőt a CRT-rajongók körében.
2024 decemberében Shank hardvermodder felkutatott egy működőképes KX-45ED1T-modellt az oszakai Chikuma Soba szobatészta-étterem épületének második emeleti várótermében. Shank, Abebe Tinari, a Bayonetta Origins: Cereza and the Lost Demon című videójáték rendezőjének és egy ipari berendezések szállításával foglalkozó cég segítségével az Amerikai Egyesült Államokba szállíttatta a készüléket, ahol alaposan megvizsgálták és szervizelték.

## Műszaki adatok

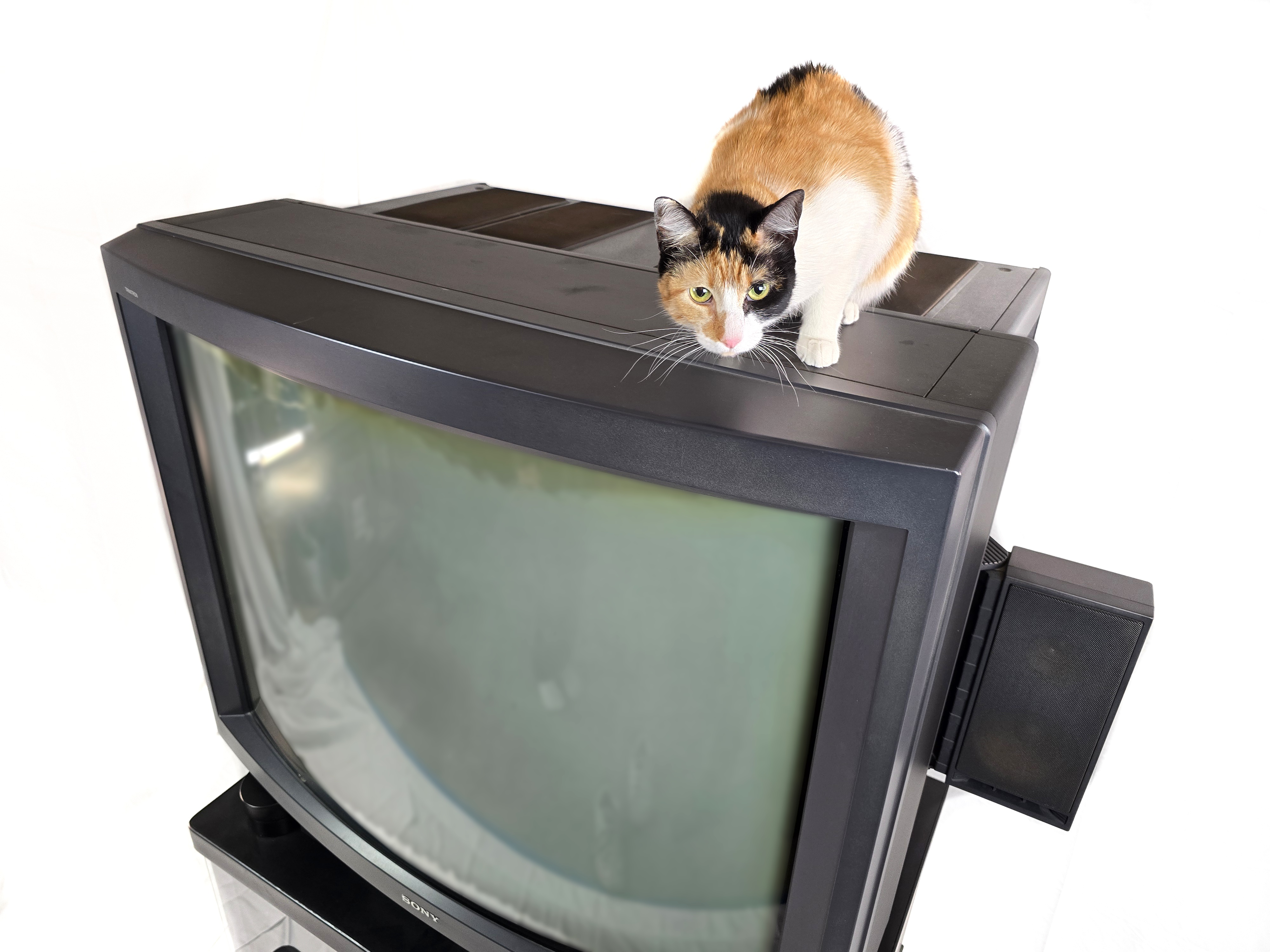
A kijelző egy macskával a tetején

A PVM-4300 egy 45 hüvelykes (43 hüvelykes látóterű) színes Trinitron Microblack CRT képcsővel rendelkezik, amely a valaha gyártott legnagyobb CRT képcső. A PVM-4300 60 Hz-es frissítési frekvencia mellett képes a szabványos „interlaced”, valamint a 480p kép megjelenítésére, utóbbira az IDTV technológia segítségével, amely digitális képpont-puffert használ a kép interlace-mentesítéséhez. A monitor a 480i bemenethez egy 15,75 kHz-es, míg a 480p bemenethez egy 31,5 kHz-es RGB-bemenettel rendelkezik. A japán modellen a 15,75 kHz-es JP21-, a 31,5 kHz-es bemenet BNC-csatlakozós, ezzel szemben az amerikai modellen mindkettő BNC-csatlakozós. A készülék súlya 199,6 kilogramm, méretei 105 × 92,5 × 76,7 centiméter.

## Fogadtatás
Eric Zorn, a Chicago Tribune munkatársa megdöbbenését fejezte ki a monitor mérete és ára miatt, és megjegyezte, hogy „Ez a tévékészülék olyan a tévékészülékedhez képest, mint a tévékészüléked egy  az az ereszcsatornában található, hangyás régi jégkrémpálcikához képest”. A Sun Sentinel írója hasonló véleményt fogalmazott meg a készülék árával kapcsolatban, de dicsérte a monitort a fényességéért, a képtisztaságáért és a színélességéért. A Video Review egyik 1989-es lapszámában a monitort „a valaha látott legjobban kinéző, nagyképernyős készülék”-nek írták le, azonban azt is megjegyezték, hogy az inkább a Trinitron termékcsalád bevezetésének huszadik évfordulójára tervezett figyelemfelhívás, mintsem egy hagyományos termék.

## Galéria
- Egy KX-45ED1T elölnézetből
- A készülék belső nézete, az áramköri lapokkal és az elektronágyúval
- A monitor alján lévő, kicsúsztatható vezérlőtálca
- A készülék elülső, jobb oldali nézetből

## Fordítás
- Ez a szócikk részben vagy egészben  a   Sony PVM-4300 című angol Wikipédia-szócikk ezen változatának fordításán alapul.  Az eredeti cikk szerkesztőit annak laptörténete sorolja fel. Ez a jelzés csupán a megfogalmazás eredetét és a szerzői jogokat jelzi, nem szolgál a cikkben szereplő információk forrásmegjelöléseként.